# Stazione di Il Neto
Stazione di Il Neto vasútállomás Olaszországban, Sesto Fiorentino településen.

## Vasútvonalak
Az állomást az alábbi vasútvonalak érintik:
- Bologna–Firenze-vasútvonal

## Kapcsolódó állomások
A vasútállomáshoz az alábbi állomások vannak a legközelebb:
- Stazione di Pratignone (Stazione di Bologna Centrale, Bologna–Firenze-vasútvonal)
- Stazione di Sesto Fiorentino (Stazione di Firenze Santa Maria Novella, Bologna–Firenze-vasútvonal)